# Аднан Захировић
Аднан Захировић (Бања Лука, 23. март 1990) босанскохерцеговачки је професионални фудбалер. Висок је 178 центиметра и игра на позицији дефанзивног везног. Тренутно наступа за ФК Младост Добој Какањ.

## Каријера

### Клупска
Фудбалску каријеру почео је омладинским редовима Челика из Зенице. Свој деби за први тим Челика, у Премијер лиги Босне и Херцеговине, имао је 2. августа 2008. године против ФК Сарајева. Од тада је био стандардни првотимац Челика све до јануара 2011. године када прелази у руски Спартак из Наљчика са којим потписује троипогодишњи уговор. Свој деби за Спартак из Наљчика у Премијер лиги Русије имао је 12. марта 2011. године против Крила Совјетов из Самаре, а свој први гол је постигао у трећем колу против Зенита из Санкт Петербурга.
Од 2013. до 2015. године је играо за немачки Бохум. Сезону 2015/2016. проводи у израелској екипи Хапоел из Акре. У Босну и Херцеговину се враћа 2016. године, где потписује за Жељезничар из Сарајева. Исте године раскида уговор, и прелази у Сплит. Након само две одигране утакмице за хрватски клуб, Захировић раскида уговор са Сплитом у децембру 2016. године. Од 2017. године је члан Младости Добој Какањ.

### Репрезентативна
Пре босанскохерцеговачке А селекције наступао је за репрезентацију Босне и Херцеговине до 21 године где је у три наступа постигао један гол. За А селекцију је дебитовао 10. децембра 2010. године у пријатељској утакмици против репрезентације Пољске у Анталији у Турској. За репрезентацију је одиграо укупно двадесет утакмица.

### Наступи за репрезентацију[1][10]
| #   | Датум               | Локација                   | Противник   | Резултат | На терену | Такмичење     |
| --- | ------------------- | -------------------------- | ----------- | -------- | --------- | ------------- |
| 1.  | 10. децембар 2010.  | Стадион Мердан, Анталија   | Пољска      | 2–2      | 45 мин.   | Пријатељска   |
| 2.  | 10. август 2011.    | Кошево, Сарајево           | Грчка       | 0–0      | 90 мин.   | Пријатељска   |
| 3.  | 2. септембар 2011.  | Борисов арена, Борисов     | Белорусија  | 2–0      | 90 мин.   | Квалификације |
| 4.  | 6. септембар 2011.  | Билино поље, Зеница        | Белорусија  | 1–0      | 90 мин.   | Квалификације |
| 5.  | 7. октобар 2011.    | Билино поље, Зеница        | Луксембург  | 5–0      | 31 мин.   | Квалификације |
| 6.  | 11. октобар 2011.   | Стад де Франс, Париз       | Француска   | 1–1      | 19 мин.   | Квалификације |
| 7.  | 11. новембар 2011.  | Билино поље, Зеница        | Португалија | 0–0      | 90 мин.   | Бараж         |
| 8.  | 15. новембар 2011.  | Естадио да Луз, Лисабон    | Португалија | 2–6      | 90 мин.   | Бараж         |
| 9.  | 28. фебруар 2012.   | АФГ арена, Санкт Гален     | Бразил      | 1–2      | 11 мин.   | Пријатељска   |
| 10. | 26. мај 2012.       | Стадион Авива, Даблин      | Ирска       | 0–1      | 34 мин.   | Пријатељска   |
| 11. | 15. август 2012.    | Скарлетс парк, Ланели      | Велс        | 2–0      | 87 мин.   | Пријатељска   |
| 12. | 7. септембар 2012.  | Рејнпарк стадион, Вадуц    | Лихтенштајн | 8–1      | 78 мин.   | Квалификације |
| 13. | 11. септембар 2012. | Билино поље, Зеница        | Летонија    | 4–1      | 90 мин.   | Квалификације |
| 14. | 12. октобар 2012.   | Стадион Караискакис, Атина | Грчка       | 0–0      | 90 мин.   | Квалификације |
| 15. | 16. октобар 2012.   | Билино поље, Зеница        | Литванија   | 3–0      | 90 мин.   | Квалификације |
| 16. | 6. фебруар 2013.    | Стожице, Љубљана           | Словенија   | 3–0      | 90 мин.   | Пријатељска   |
| 17. | 6. фебруар 2013.    | Билино поље, Зеница        | Грчка       | 3–1      | 90 мин.   | Квалификације |
| 18. | 14. август 2013.    | Кошево, Сарајево           | САД         | 3–4      | 45 мин.   | Пријатељска   |
| 19. | 10. октобар 2013.   | Стадион под Дубном, Жилина | Словачка    | 2–1      | 43 мин.   | Квалификације |
| 20. | 15. октобар 2013.   | Даријус и Гиренас, Каунас  | Литванија   | 1–0      | 19 мин.   | Квалификације |

## Статистика

### Клупска
Ажурирано 2. јануара 2016. године
| Клуб                     | Сезона     | Лига    | Лига   | Куп     | Куп    | Остало  | Остало | Укупно  | Укупно |
| Клуб                     | Сезона     | Наступи | Голови | Наступи | Голови | Наступи | Голови | Наступи | Голови |
| ------------------------ | ---------- | ------- | ------ | ------- | ------ | ------- | ------ | ------- | ------ |
| Челик                    | 2009/10.   | 14      | 0      |         |        |         |        |         |        |
| Челик                    | 2010/11.   | 13      | 0      |         |        |         |        |         |        |
| Челик                    | Укупно     | 27      | 0      |         |        |         |        |         |        |
| Спартак Наљчик           | 2011/12.   | 32      | 4      |         |        |         |        |         |        |
| Спартак Наљчик           | 2012/13.   | 14      | 0      |         |        |         |        |         |        |
| Спартак Наљчик           | Укупно     | 46      | 4      |         |        |         |        |         |        |
| Динамо Минск (позајмица) | 2013.      | 7       | 0      | 1       | 0      | 0       | 0      | 8       | 0      |
| Бохум                    | 2013/14.   | 13      | 1      | 1       | 0      | —       | —      | 14      | 1      |
| Бохум                    | 2014/15.   | 9       | 0      | 1       | 0      | —       | —      | 10      | 0      |
| Бохум                    | Укупно     | 22      | 1      | 2       | 0      | 0       | 0      | 24      | 1      |
| Бохум II                 | 2014/15.   | 1       | 0      | —       | —      | —       | —      | 1       | 0      |
| Хапоел                   | 2015/16.   | 17      | 0      | 3       | 0      | —       | —      | 20      | 0      |
| Све укупно               | Све укупно | 120     | 5      | 6       | 0      | 0       | 0      | 126     | 5      |

### Репрезентативна
Ажурирано 16. новембра 2015. године
| Босна и Херцеговина | Босна и Херцеговина | Босна и Херцеговина |
| Година              | Наступи             | Голови              |
| ------------------- | ------------------- | ------------------- |
| 2010                | 1                   | 0                   |
| 2011                | 7                   | 0                   |
| 2012                | 7                   | 0                   |
| 2013                | 5                   | 0                   |
| 2014                | 0                   | 0                   |
| 2015                | 0                   | 0                   |
| Укупно              | 20                  | 0                   |

## Успеси, награде и признања
- Са НК Челиком освојио јуниорско првенство Босне и Херцеговине у сезони 2006/2007.[1][10]
- Изабран за другог најбољег играча јуниорског првенства Босне и Херцеговине у сезони 2006/2007.[1][10]
- Изабран за најбољег играча јуниорског првенства Босне и Херцеговине у сезони 2007/2008.[1][10]